# Navalonia kerguelenensis
Navalonia kerguelenensis is een eenoogkreeftjessoort uit de familie van de Cylindropsyllidae. De wetenschappelijke naam van de soort is voor het eerst geldig gepubliceerd in 1977 door Bodiou.